# Навіш (кратер)
Навіш — кратер на Церері. Його назвали на честь охоронця поля в міфології народу Акома. 

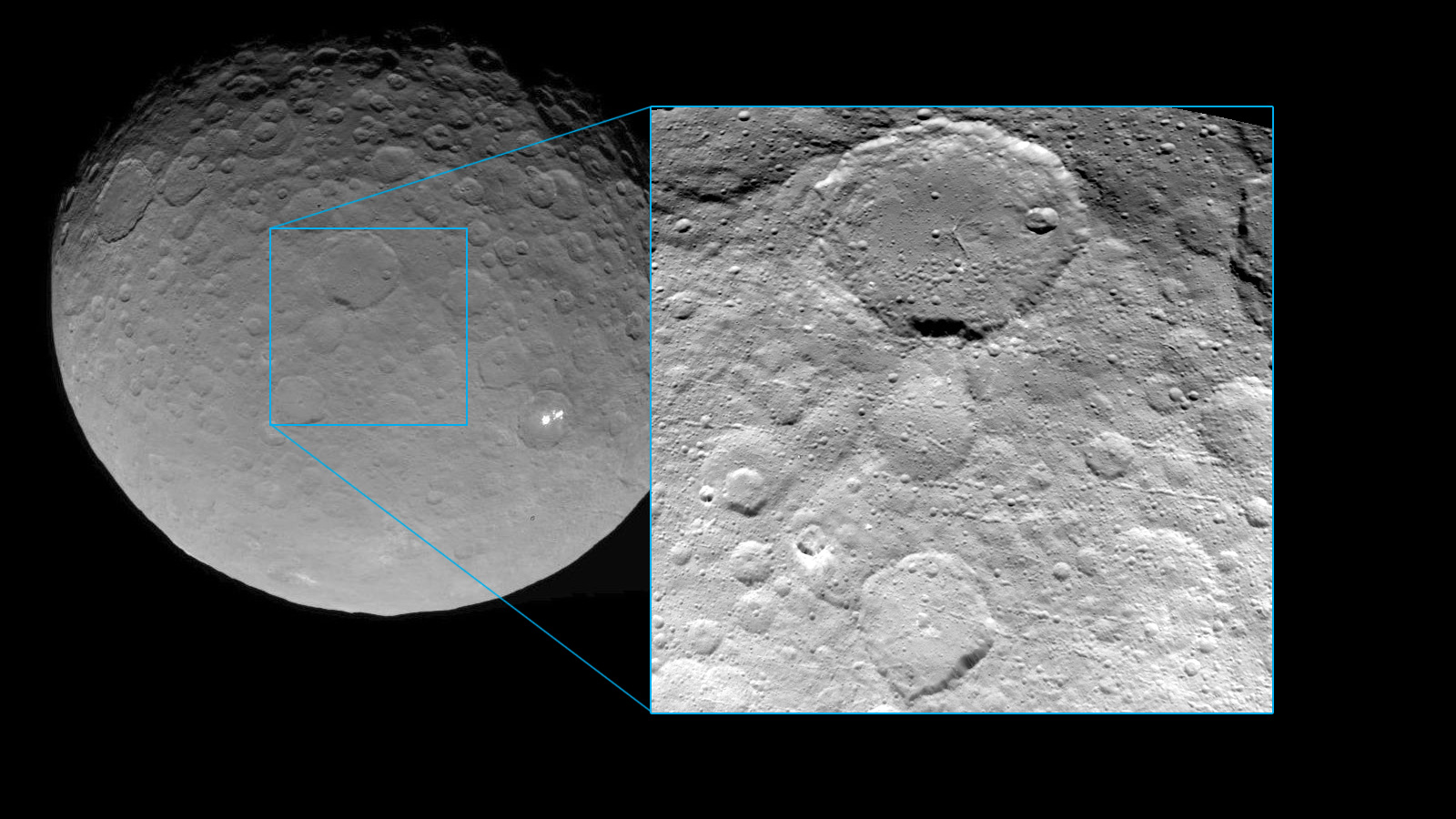
Кратери Езіну та Навіш у контексті